# NGC 3844
NGC 3844 é uma galáxia espiral (S0-a) localizada na direcção da constelação de Leo. Possui uma declinação de +20° 01' 46" e uma ascensão recta de 11 horas, 44 minutos e 00,9 segundos.
A galáxia NGC 3844 foi descoberta em 8 de Maio de 1864 por Heinrich Louis d'Arrest.